# Marion Dönhoff
Marion Hedda Ilse Gräfin Dönhoff (ur. 2 grudnia 1909 w pałacu Friedrichstein koło Królewca w Prusach Wschodnich, zm. 11 marca 2002 w Zamku Crottorf koło Friesenhagen) – niemiecka hrabianka i dziennikarka, działaczka społeczna, współwydawca tygodnika „Die Zeit”, autorka ponad 20 książek, działała na rzecz pojednania Niemiec z krajami Europy Wschodniej.

## Życiorys

### Dzieciństwo

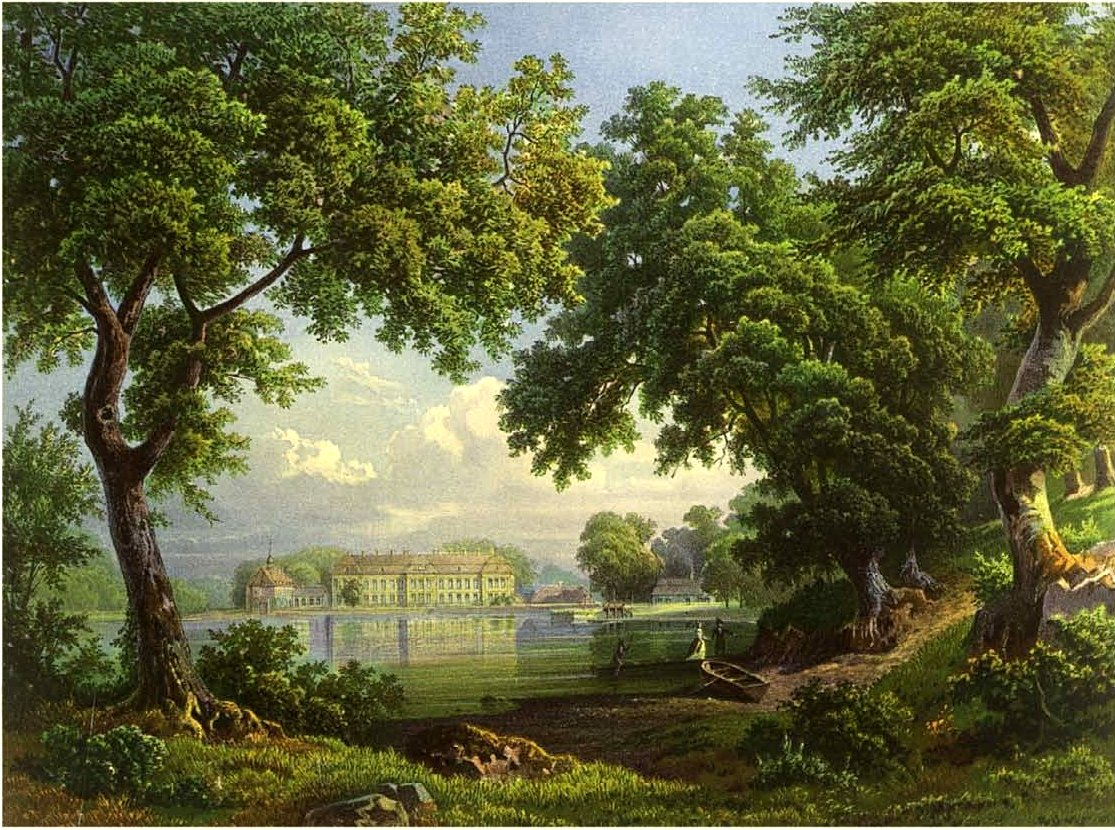
Miejsce urodzenia – pałac „Friedrichstein” nad Pregołą, 20 km na wschód od Królewca (proj. Jean de Bodt)

Rodzicami Marion Dönhoff byli: hr. August Karl von Dönhoff i Maria von Lepel, druga żona Augusta.
August von Dönhoff (ur. 1845 we Frankfurcie nad Menem, zm. 1920 we Friedrichstein) posiadał duży majątek ziemski koło Königsbergu (w dzisiejszym obwodzie królewieckim), był posłem na sejm Prus i Rzeszy. Maria Dönhoff (ur. 1869 w Beseritz, zm. 1940 w Königsbergu) była damą dworu królowej Prus i cesarzowej niemieckiej, Augusty Wiktorii, żony Wilhelma II.
Mieli ośmioro dzieci. Córka Marion przyszła na świat w Prusach Wschodnich, w rodowym pałacu Friedrichstein (obecnie Kamenka w rejonie gurjewskim, obwód królewiecki) w jednym z pałaców arystokratycznej rodziny Dönhoffów. W roku 1924 przeżyła ciężki wypadek samochodowy, w którym straciło życie dwoje spośród pięciorga młodych pasażerów. Aby uwolnić ją od dręczących wspomnień, rodzina wysłała ją do szkoły z internatem dla dziewcząt w Berlinie. Protestowała tam przeciw surowym regułom wychowania. Po dwóch latach przeniosła się do gimnazjum w Poczdamie, gdzie zamieszkała u zaprzyjaźnionej rodziny. Maturę zdała w 1929 roku, jako jedyna dziewczyna w klasie.

### Studia i podróże
Po maturze wyjechała do Szwajcarii, gdzie uczyła się w szkole gospodarstwa domowego w mieście Samedan koło Sankt Moritz, a następnie odbyła dwumiesięczną podróż po Stanach Zjednoczonych, a w grudniu 1930 odwiedziła swojego brata mieszkającego w Nairobi, gdzie uczestniczyła w safari.
W lecie 1931 Marion von Dönhoff rozpoczęła studia ekonomiczne na Uniwersytecie Albertyna w Królewcu i już po semestrze kontynuowała studia we Frankfurcie nad Menem (obecnie Uniwersytet Johanna Wolfganga Goethego), gdzie, ze względu na okazywane poglądy lewicowe, nazywano ją „czerwoną hrabiną”. Była jedynym członkiem swojej rodziny o poglądach lewicowych (dwóch spośród trzech braci zostało członkami NSDAP).
Po dojściu do władzy nazistów przeniosła się, ze względu na poglądy polityczne, do Szwajcarii, gdzie kontynuowała studia na Uniwersytecie Bazylejskim, zdobywając w roku 1935 tytuł doktora nauk politycznych z wyróżnieniem „summa cum laude”.

### Okres po studiach, do zakończenia II wojny światowej
Po studiach podróżowała po Europie, odwiedzając także Polskę, oraz po Afryce i Stanach Zjednoczonych. W roku 1938 wróciła do Niemiec, by przejąć zarządzanie majątkiem ojca. Była właścicielką Kwitajn koło Pasłęka.
W roku 1940 wybrała się na wyprawę do Persji, po drodze odwiedzając dwukrotnie Moskwę.
Wraz z przyjaciółką, Sissi von Lehndorff, siostrą Heinricha von Lehndorffa, odbyła we wrześniu 1941 pięciodniową konną wędrówkę z Olsztyna przez Mikołajki do Sztynortu.
Heinrich von Lehndorff (spokrewniony z Marion Dönhoff) był właścicielem posiadłości Sztynort, leżącej w odległości kilku kilometrów od Wilczego Szańca, od 1941 roku zajętej przez ministerstwo spraw zagranicznych Rzeszy (często odwiedzanej przez Ribbentropa). Po operacji Walkiria (20 lipca 1944) został skazany na śmierć (żonę wysłano do obozu pracy, a dzieci znalazły się w rodzinach zastępczych i w domu dziecka). Marion Dönhoff miała kontakty z uczestnikami „Kręgu z Krzyżowej”, nie była jednak wtajemniczona w szczegóły przygotowywanych zamachów na Hitlera. W wyniku represji po 20 lipca 1944 straciła większość ówczesnych przyjaciół, jednak sama pozostała na wolności (była przesłuchiwana przez Gestapo, nie została jednak zaaresztowana z braku dowodów).
W styczniu 1945 roku Marion Dönhoff opuściła Prusy Wschodnie, uciekając konno przed nadciągającą Armią Czerwoną. Tę siedmiotygodniową ucieczkę opisała później w książce Nazwy, których nikt już nie wymienia.

### Lata powojenne
W pierwszej powojennej zimie 1945/1946 pojechała, wraz z przyszłym prezydentem Republiki Federalnej Niemiec Richardem von Weizsäckerem i z członkiem niemieckiego ruchu oporu Axelem von dem Bussche, do Norymbergi, by zapoznać się z procesem hitlerowskich zbrodniarzy wojennych przed Międzynarodowym Trybunałem Wojskowym w Norymberdze.
W roku 1946 podjęła pracę w tygodniku „Die Zeit”, ukazującym się w Hamburgu. W roku 1952 objęła w nim kierownictwo działu polityki, a w roku 1968 stanowisko redaktora naczelnego. W 1972 roku została wydawcą tego pisma, od roku 1983 wspólnie z Helmutem Schmidtem.

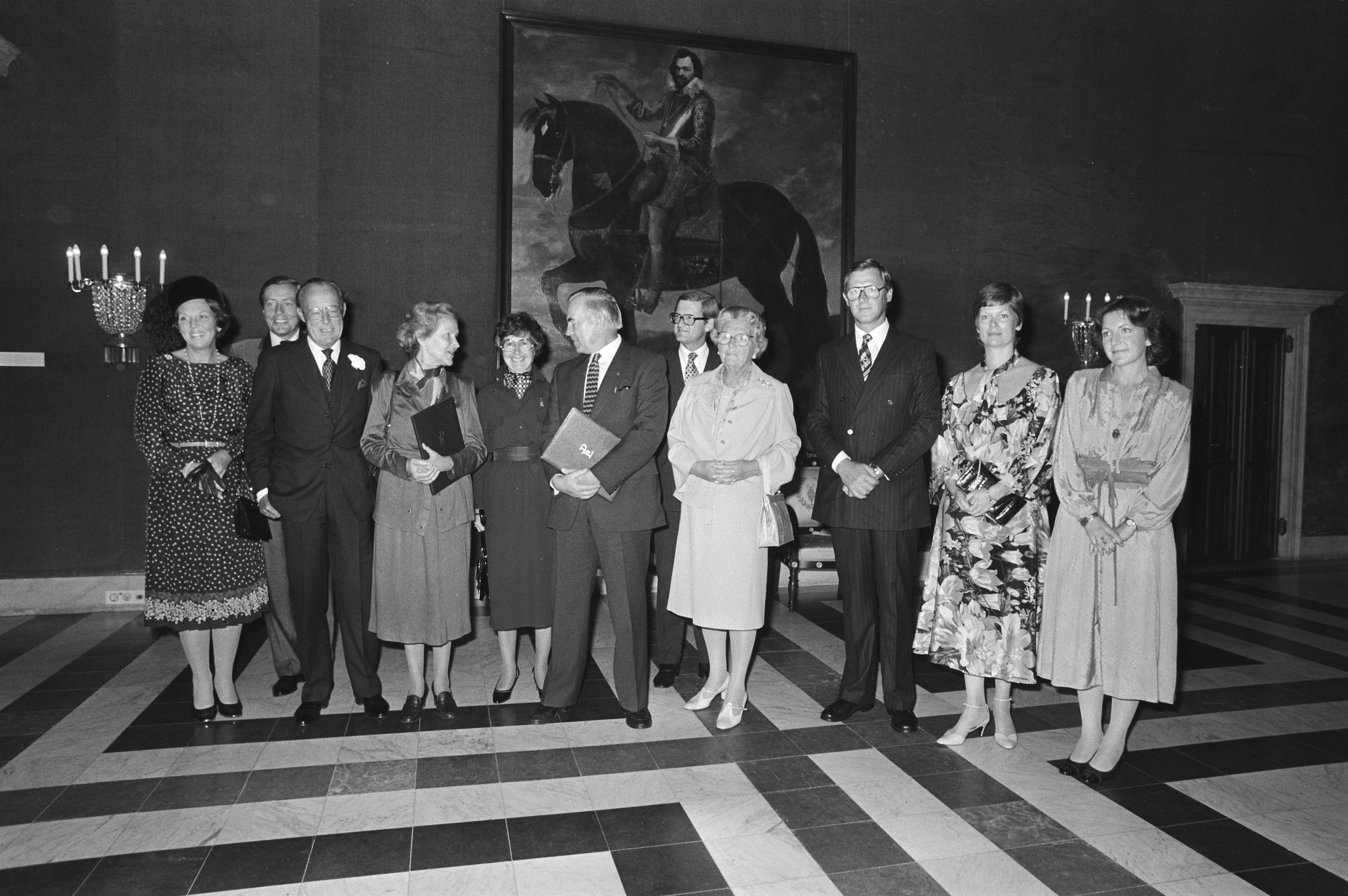
Uroczystość wręczenia Nagród Erasma dla Die Zeit i Neue Zürcher Zeitung (Marion Dönhoff i Fred Luchsinger, Amsterdam 1979); na zdjęciu: książę Bernhard (założyciel fundacji)
inne osoby na zdjęciu: Juliana (królowa Holandii), księżniczka Beatrix, książę Mikołaj

Od roku 1955 była członkiem zespołu badawczego przygotowującego założenie Niemieckiego Towarzystwa Polityki Zagranicznej. W roku 1955 towarzyszyła Konradowi Adenauerowi podczas jego podróży do Moskwy.
W roku 1989 odwiedziła, po raz pierwszy od lat, swoje miejsce urodzenia w obecnym obwodzie królewieckim – w dzisiejszej miejscowości Kamenka.
Mimo że do końca życia nie kryła dumy z przynależności do arystokracji wschodniopruskiej, używając tytułu hrabiowskiego (Gräfin), wcześnie zerwała stosunki z organizacjami przesiedleńczymi (tj. BdV). W roku 1970 poparła Willy’ego Brandta, który klękając przed warszawskim pomnikiem Bohaterów Getta zamanifestował przełom w stosunkach Republiki Federalnej Niemiec z ówczesną Polską i faktyczne uznanie granicy na Odrze i Nysie.
Wielokrotnie odwiedzała Polskę. Była od lat sześćdziesiątych rzeczniczką uznania granicy na Odrze i Nysie, darzyła przyjaźnią Stanisława Stommę, Bronisława Geremka, Tadeusza Mazowieckiego, ale też i Mieczysława Rakowskiego, z którego inicjatywy przeprowadziła wywiad z Wojciechem Jaruzelskim, w którym ten usprawiedliwiał wprowadzenie stanu wojennego, lecz jednocześnie prowadziła akcję pomocy dla internowanych działaczy.
Marion Dönhoff otaczała opieką Niemiecki Instytut Kultury Polskiej w Darmstadt. Zapraszała dziennikarzy polskich na stypendia do redakcji „Die Zeit”.

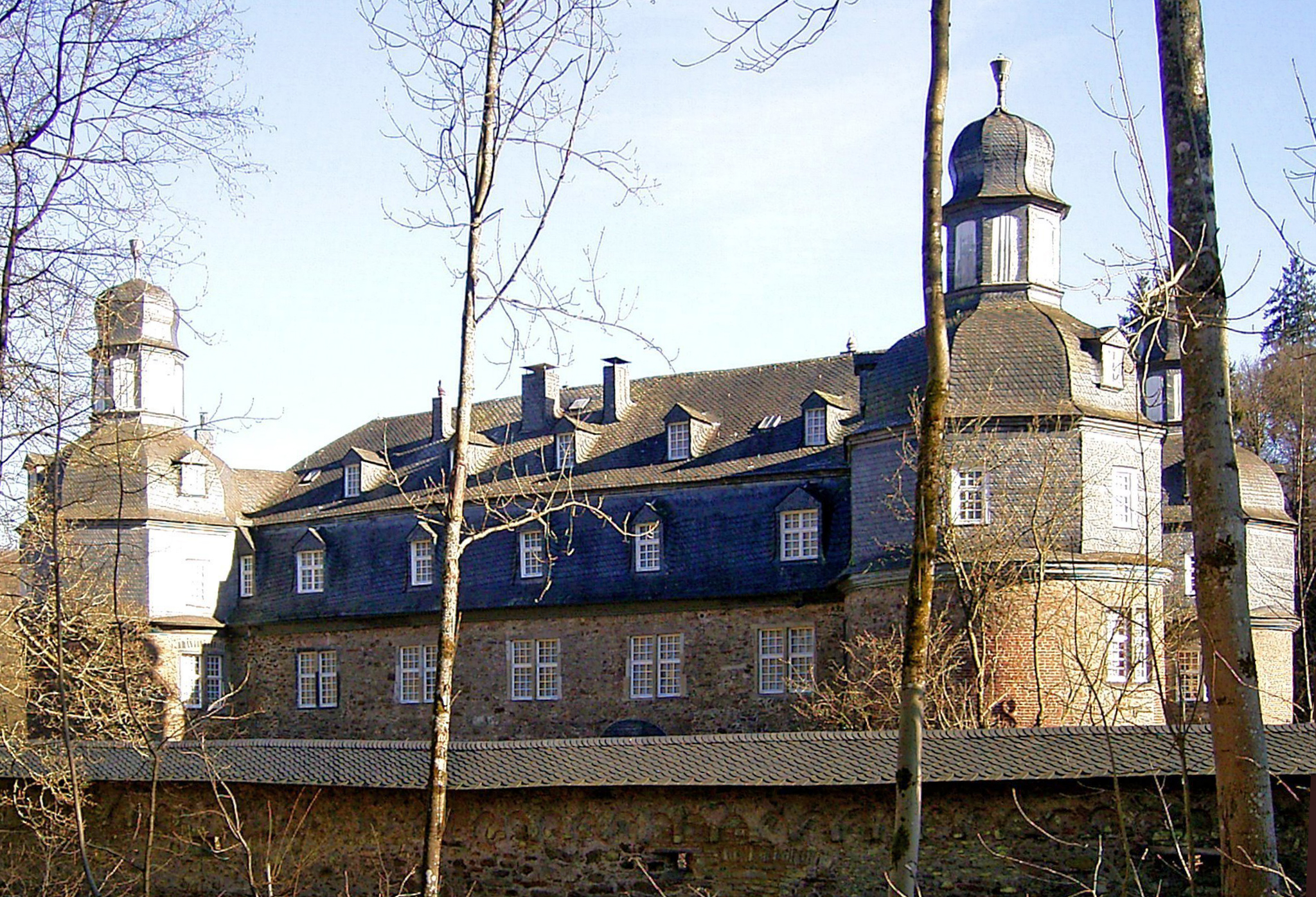
Zamek Crottdorf, miejsce śmierci Marion Dönhoff

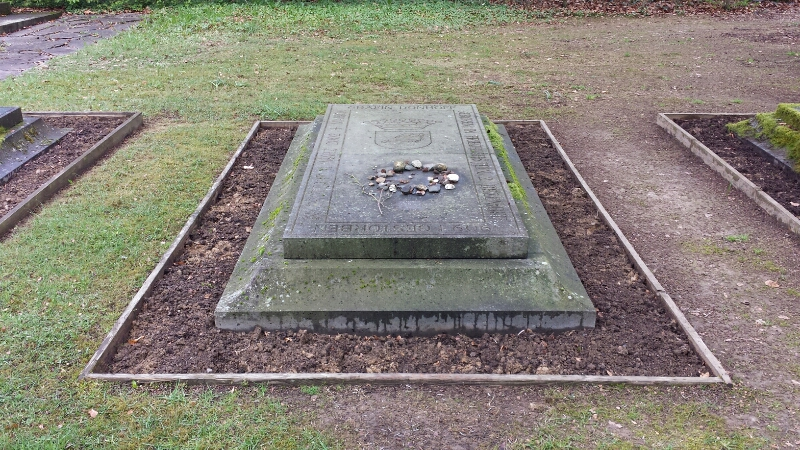
Grób Marion Dönhoff na cmentarzu we Friesenhagen

W roku 1988 założyła fundację swojego imienia z otrzymanych honorariów za publikacje i nagród pieniężnych. Fundacja przyznaje stypendia i dotacje badawcze, świadczy pomoc materialną i merytoryczną dla instytucji kształcących młodzież, dla wschodnio-europejskich artystów i instytucji kulturalnych. Fundatorka uczyniła fundację swoją jedyną spadkobierczynią.
W roku 1996 stworzyła „Nowe Towarzystwo Środowe” (niem. Neue Mittwochsgesellschaft), którego członkowie, osobistości z polityki, nauki i kultury, spotykali się co środy w jej hamburskiej rezydencji w dzielnicy Blankenese.
Zmarła w 2002 roku w Zamku Crottorf k. Friesenhagen (Nadrenia-Palatynat), daleko od swoich rodzinnych stron. Została pochowana na cmentarzu rodziny Hatzfeldt, w pobliżu Friesenhagen.
Po jej śmierci Henry Kissinger napisał wspomnienie zatytułowane: Marion wird für immer Teil meines Lebens bleiben (Marion pozostanie na zawsze częścią mojego życia).

## Publikacje w języku polskim
- Marion Dönhoff: Dzieciństwo w Prusach Wschodnich, [tł. z niem. Ewa i Jerzy Czerwiakowscy]: Berlin: „Słowo”, 1993: ISBN 83-903003-1-1 (Kindheit in Ostpreussen)
- Marion Dönhoff: Dzieciństwo w Prusach Wschodnich, [tł. z niem. Aga Paszkot-Zgaga]: Kielce: Wydawnictwo Pellegrina, 2006: ISBN 83-918879-2-8 (Kindheit in Ostpreussen)
- Marion Dönhoff: Dzieciństwo w Prusach Wschodnich, [tł. z niem. Aga Paszkot-Zgaga]: Wyd. 2 : Kielce: Wydawnictwo Pellegrina, 2009: ISBN 978-83-918879-3-6 (Kindheit in Ostpreussen)
- Marion Dönhoff: Kanclerze Republiki Federalnej Niemiec jakich nie znamy, [tł. z niem. Andrzej Bogucki]: Warszawa: „Bellona”, 1999. ISBN 83-11-08930-2 (Deutschland, deine Kanzler!)
- Marion Dönhoff: Nazwy, których nikt już nie wymienia, [tł. z niem. Grzegorz Supady ; posł. Leszek Żyliński]: Olsztyn: Wspólnota Kulturowa „Borussia”, 2001 : ISBN 83-913377-3-1 (Namen die keiner mehr nennt)
- Marion Dönhoff: Nazwy, których nikt już nie wymienia, [tł. z niem. Aga Paszkot-Zgaga]. Kielce: Wydawnictwo Pellegrina, 2011: ISBN 978-83-918879-8-1 (Namen die keiner mehr nennt, 1962)
- Marion Dönhoff: Ucywilizujmy kapitalizm: granice wolności, [tł. z niem. Stefa i Andrzej Boguccy]: Warszawa: „Bellona”, 2000: ISBN 83-11-09137-4. (Zivilisiert den Kapitalismus: Grenzen der Freiheit, 1997)
- Marion Dönhoff: W imię honoru, [tł. z niem. Aga Paszkot-Zgaga]: Kielce: Wydawnictwo Pellegrina, 2009: ISBN 83-918879-4-4: ISBN 978-83-918879-4-3. (Um der Ehre willen: Erinnerungen an die Freunde vom 20. Juli, 1994)
- Alice Schwarzer, Marion Donhoff Życie pod prąd (tł.z niem.Wanda i JanuszTycner) Warszawa: Wydawnictwo Książkowe „Twój Styl”, 1999: ISBN 83-7163-176-6 (Marion Donhoff. Ein widerstandiges Leben, 1996)

## Wyróżnienia i upamiętnienie
Marion Dönhoff otrzymała:

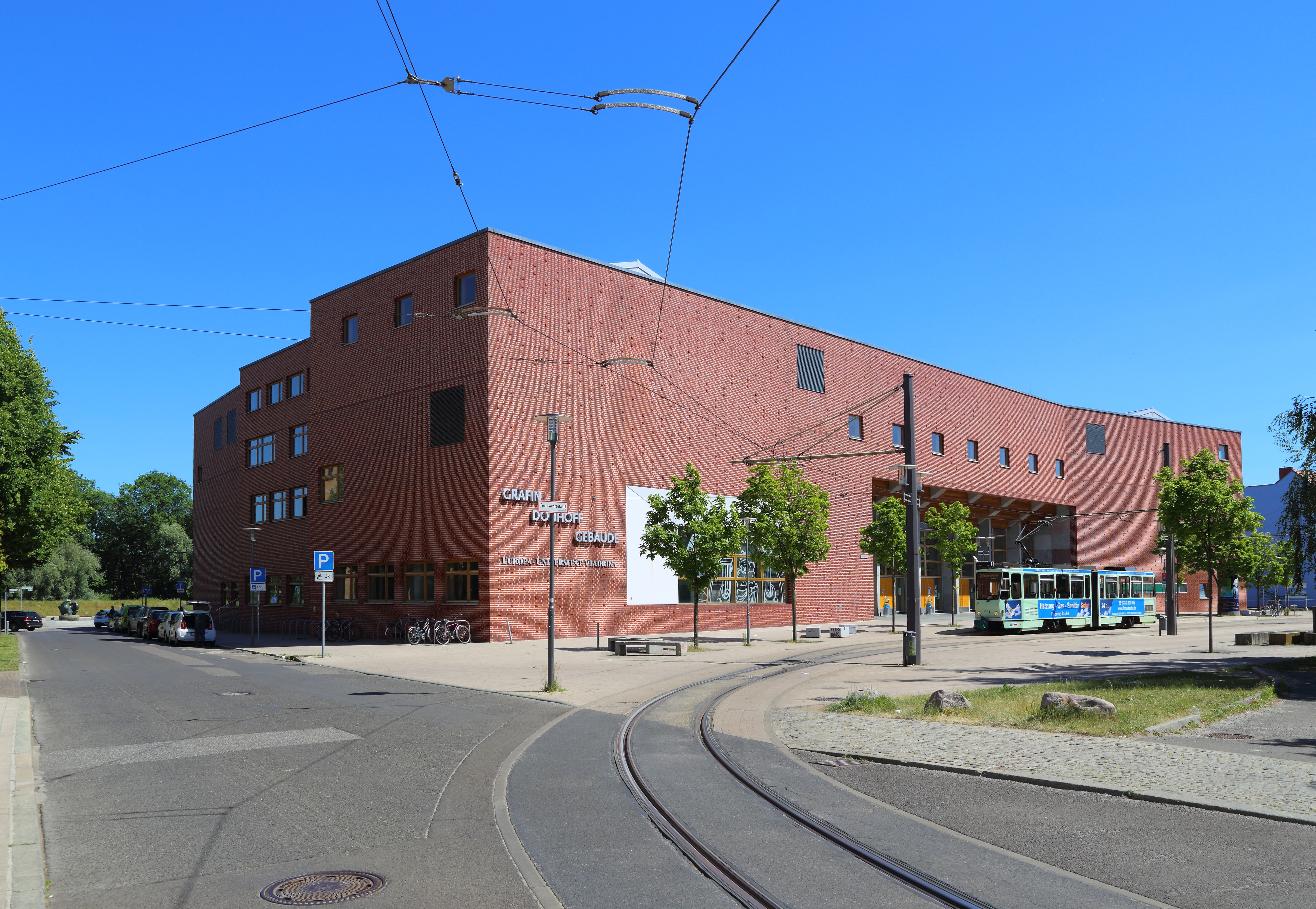
„Gräfin Dönhoff Gebäude” na Europejskim Uniwersytecie Viadrina we Frankfurcie nad Odrą

- Krzyż Wielki Orderu Zasługi Rzeczypospolitej Polskiej (2001)[14]
- Rozliczne doktoraty honorowe, np.: New School for Social Research w Nowym Jorku (1987), Uniwersytet Mikołaja Kopernika w Toruniu (1991), uniwersytet w Birmingham (1999) i w Królewcu (1999).
- Nagrodę Pokojową Księgarzy Niemieckich za działalność na rzecz pojednania z krajami Europy Wschodniej (1971)
- Obywatelstwo honorowe miasta Hamburga
- Nagrodę Kapituły im. Biskupa Ignacego Krasickiego „za światłą działalność dziennikarską, pisarską i społeczną na rzecz zrozumienia, pojednania oraz przyjaźni narodów sąsiedzkich Europy” (2001)[15]

- Międzynarodową Nagrodę Mostową Miasta Europejskiego Görlitz/Zgorzelec (1993)[16]
- Nagrodę im. Georga Dehio, ufundowaną przez Niemieckie Forum Kulturalne Europy Wschodniej (1999)[17]. Nagroda została wręczona w Gdańsku (oprócz Marion Dönhoff nagrodę otrzymali Katarzyna Cieślak i Tomasz Jurek)[18]

Imieniem Marion Gräfin Dönhoff nazwano dziewięć szkół (m.in. założone w roku 1995 Społeczne Liceum Ogólnokształcące im. Marion Dönhoff w Mikołajkach), a także jeden z największych budynków Europejskiego Uniwersytetu Viadrina we Frankfurcie nad Odrą.
W stulecie urodzin Marion Dönhoff wydano pamiątkową srebrną monetę o wartości 10 euro z napisem „100. Geburtstag von Marion Gräfin Dönhoff”. Na jej gładkiej krawędzi umieszczono napis „LIEBEN OHNE ZU BESITZEN” (kochać nie posiadając).
Jej imię nosi też odkryta w roku 1992 asteroida (11075) Dönhoff.